# Obecnice
Obecnice (německy Obetznitz, někdy též nazývána Bečánov) je obec v okrese Příbram ve Středočeském kraji, asi 5 km severozápadně od Příbrami, při okraji chráněné krajinné oblasti Brdy. K obci patří místní část Oseč a dohromady v nich žije přibližně 1 300 obyvatel.

## Historie
První písemná zmínka o Obecnici pochází z roku 1394, kdy vesnice patřila Zbraslavskému klášteru. Král Zikmund Lucemburský ji roku 1421 zastavil Janovi z Litně. Majitelé vesnice sídlili na tvrzi, která byla poprvé zmíněna již jako pustá roku 1544, kdy statek získali Bechyňové z Lažan, a připojili ho ke svému pičínskému panství.

## Přírodní poměry
Obecnicí protéká Obecnický (plocha povodí je 18,362 km²) a Albrechtický potok (plocha povodí je 7,832 km²). Albrechtický potok pramení pod nejvyšší horou Tok.
V letech 1962–1964 byla na Obecnickém potoce vybudována nádrž Octárna. Největší oprava hráze byla provedena v roce 1971 při sypání klínu z makadamu na dvou třetinách délky hráze. Délka hráze činí 365 metrů, šířka v koruně je 4 metrů, výška hráze nad údolím dosahuje 14 metrů, kóta koruny je v nadmořské výšce 567 metrů. Rozloha činí 11 ha, maximální hloubka dosahuje 11,5 metrů. Do Octárny ústí mnoho malých rašelinných potůčků, které mají kyselou vodu (pH 4).
Pilská nádrž je vybudována na Pilském potoce, který v tomto údolí pramení ve výšce 772 metrů. Nádrž byla postavena v letech 1849–1853 původně jako zásobárna vody potřebná pro příbramské doly a hutě a představuje největší zásobárnu pitné vody pro příbramské obyvatelstvo.
Jihozápadně od obce se nachází vrch a přírodní rezervace Klobouček.

## Obecní správa

### Části obce
- Obecnice (k. ú. Obecnice a Obecnice v Brdech)
- Oseč (k. ú. Oseč)

Součástí obce je také základní sídelní jednotka Obecnice v Brdech. K obcí patří také Borek, Octárna, Pod Třemošnou, Skelná Huť a Šachta.
Sousedními obcemi sídla jsou Podlesí, Lhota u Příbramě a Drahlín.
V roce 1950 byla značná část katastrálního území obce začleněna do tehdy vytvořeného vojenského újezdu Brdy. Téhož roku se dosavadní část Žernová stala součástí nové obce Láz.
V souvislosti se zánikem vojenského újezdu Brdy bylo k 1. lednu 2016 k obci připojeno katastrální území Obecnice v Brdech, které vzniklo k 10. únoru 2014. Toto území má rozlohu 45,999 km².

### Územněsprávní začlenění
Dějiny územněsprávního začleňování zahrnují období od roku 1850 do současnosti. V chronologickém přehledu je uvedena územně administrativní příslušnost obce v roce, kdy ke změně došlo:
- 1850 země česká, kraj Praha, politický i soudní okres Příbram[8]
- 1855 země česká, kraj Praha, soudní okres Příbram
- 1868 země česká, politický i soudní okres Příbram
- 1939 země česká, Oberlandrat Tábor, politický i soudní okres Příbram[9]
- 1942 země česká, Oberlandrat Praha, politický i soudní okres Příbram[10]
- 1945 země česká, správní i soudní okres Příbram[11]
- 1949 Pražský kraj, okres Příbram[12]
- 1960 Středočeský kraj, okres Příbram
- 2003 Středočeský kraj, okres Příbram, obec s rozšířenou působností Příbram

## Společnost

### Rok 1932
V roce 1932 byly v Obecnici (1449 obyvatel, poštovní úřad, četnická stanice, katol. kostel) evidovány tyto živnosti a obchody: nákladní autodoprava, autobusová doprava na základě přidělené koncese, družstvo pro rozvod elektrické energie v Obecnici, faktorství rukavic, holič, 7 hostinců, konfekce, konsum Zásobní jednota Třemošná v Obecnici, kovář, krejčí, mlýn, 2 obuvníci, pekař, 5 obchodů s lahvovým pivem, 7 povozníků, 2 řezníci, sadař, 6 obchodů se smíšeným zbožím, Spořitelní a záložní spolek pro Obecnici, švadlena, 2 trafiky, 2 truhláři, zahradník, 2 zámečníci.

## Doprava

### Dopravní síť
Do obce vedou silnice III. třídy. Železniční trať ani stanice či zastávka na území obce nejsou.

### Autobusová doprava 2024
Autobusovou dopravu v obci Obecnice zajišťuje společnost Arriva Střední Čechy. Obec je součástí Pražské integrované dopravy (PID). V obci se nacházejí zastávky Obecnice, Obecnice,U Dušků a Obecnice,U Hlinovky. Na silnici směrem do Lhoty u Příbramě se nachází zastávka Obecnice,Šachta. V místní části Oseč se nacházejí zastávky Obenice,Oseč a Obecnice,Oseč,Pod Třemošnou. Obcí procházejí dvě autobusové linky: 504 a 512. Linka 504 spojuje Příbram se Lhotou u Příbramě, Obecnicí, Drahlínem, Sádkem, Bratkovicemi a Hlubošem. Linka 512 spojuje Příbram s Podlesím, Osečí, Obecnicí, Drahlínem a Sádkem.

## Turistika
Obcí vedou cyklotrasy č. 302 Dolní Líšnice – Příbram – Obecnice – Jince – Hořovice a č. 8198 Obecnice–Láz.

## Společnost
V Obecnici působí sportovní oddíl Slavoj Obecnice, který se věnuje kopané, stolnímu tenisu a lednímu hokeji, a sbor dobrovolných hasičů SDH Obecnice. SDH Obecnice působí v hasičské zbrojnici, která stojí u obecního návesního rybníka Veský, který zároveň slouží jako protipožární nádrž. Sbor pořádá Hasičskou zábavu a také Memoriál Františka Housky a účastní se hasičských soutěží. Společně s profesionálními hasiči pomáhá v dobách povodní, požárů, živelních událostí, případně jako pořadatelská služba na akcích jako jsou automobilové soutěže.

## Pamětihodnosti
- Kostel svatých Šimona a Judy
- Zkušební a cvičný objekt CE
- Jihozápadně od vesnice se na vrchu Zavírka dochovaly pozůstatky pravěkého hradiště na Zavírce.
- V obci se každoročně koná závod Zlatý nuget Bečánova.[14]

## Osobnosti
- Zdeněk Dušek (* 1942), herec